# Prostheceraeus
Prostheceraeus es un género de gusanos planos marinos del orden Polycladida, y de la familia Euryleptidae.
Cuando lo necesitan son capaces de nadar distancias moderadas, ondulando sus aplanados cuerpos con elegancia y vistosidad.

## Especies
El Registro Mundial de Especies Marinas reconoce las siguientes especies en el género:
- Prostheceraeus albicinctus Lang, 1884
- Prostheceraeus anomalus Haswell, 1907
- Prostheceraeus argus (Quatrefage, 1845)
- Prostheceraeus flavomarginatus (Ehrenberg, 1831)
- Prostheceraeus floridanus Hyman, 1955
- Prostheceraeus giesbrechtii Lang, 1884
- Prostheceraeus maculosus (Verrill, 1892)
- Prostheceraeus meleagrinus (Kelaart, 1858)
- Prostheceraeus moseleyi Lang, 1884
- Prostheceraeus nigricornus Schmarda, 1859
- Prostheceraeus panamensis Woodworth, 1894
- Prostheceraeus pseudolimax Lang, 1884
- Prostheceraeus roseus Lang, 1884
- Prostheceraeus rubropunctatus Lang, 1884
- Prostheceraeus violaceus (Delle-Chiaje, 1822)
- Prostheceraeus vittatus (Montagu, 1815)
- Prostheceraeus zebra Hyman, 1955

## Galería

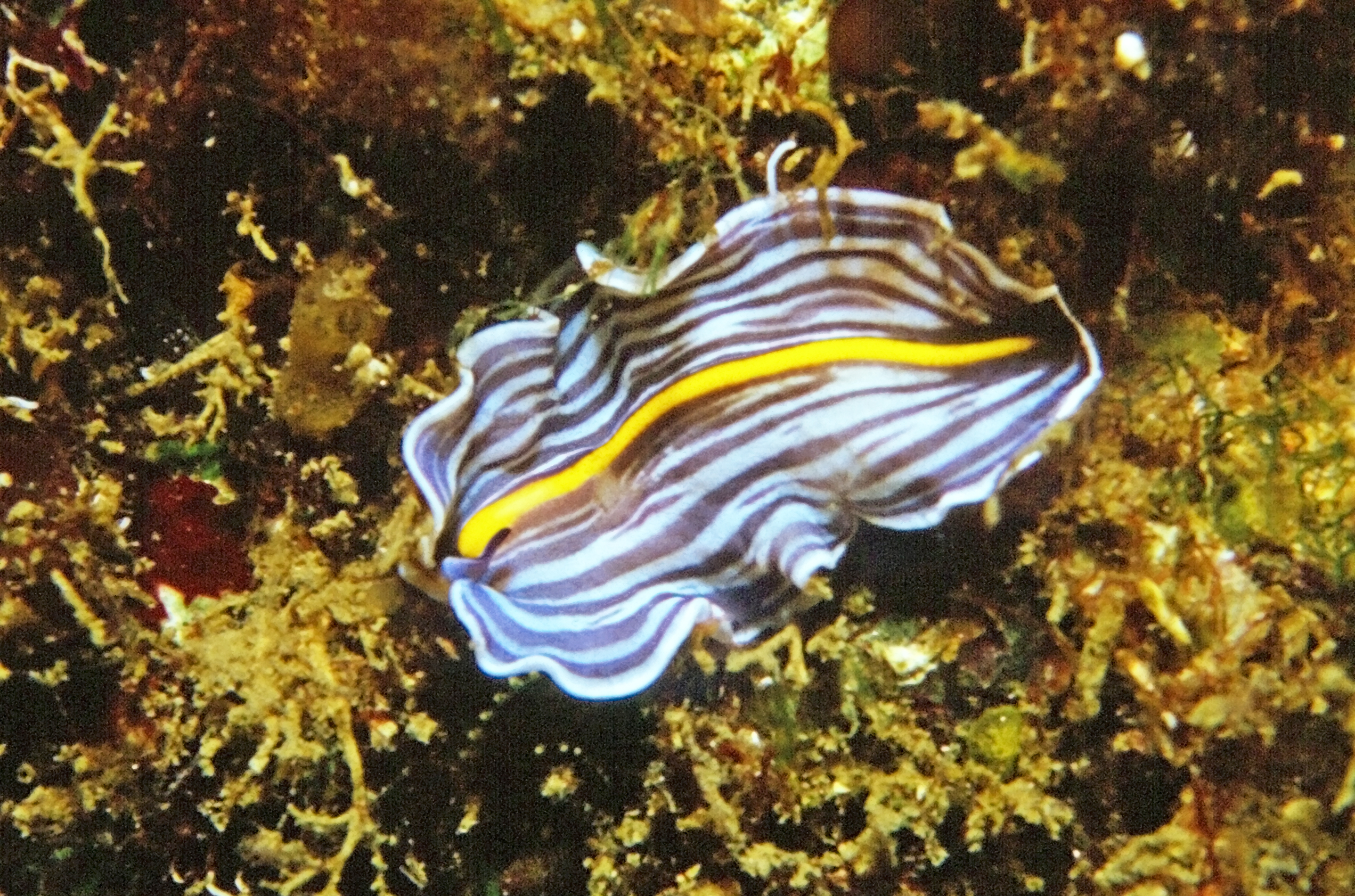
P. giesbrechtii, en Banyuls-sur-Mer, Francia
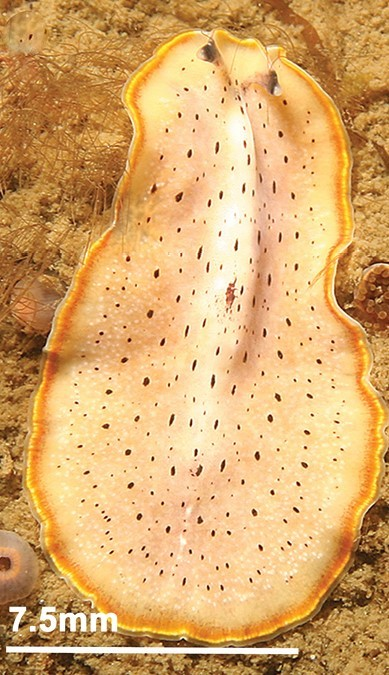
P. moseleyi en la Ría de Arosa, España.
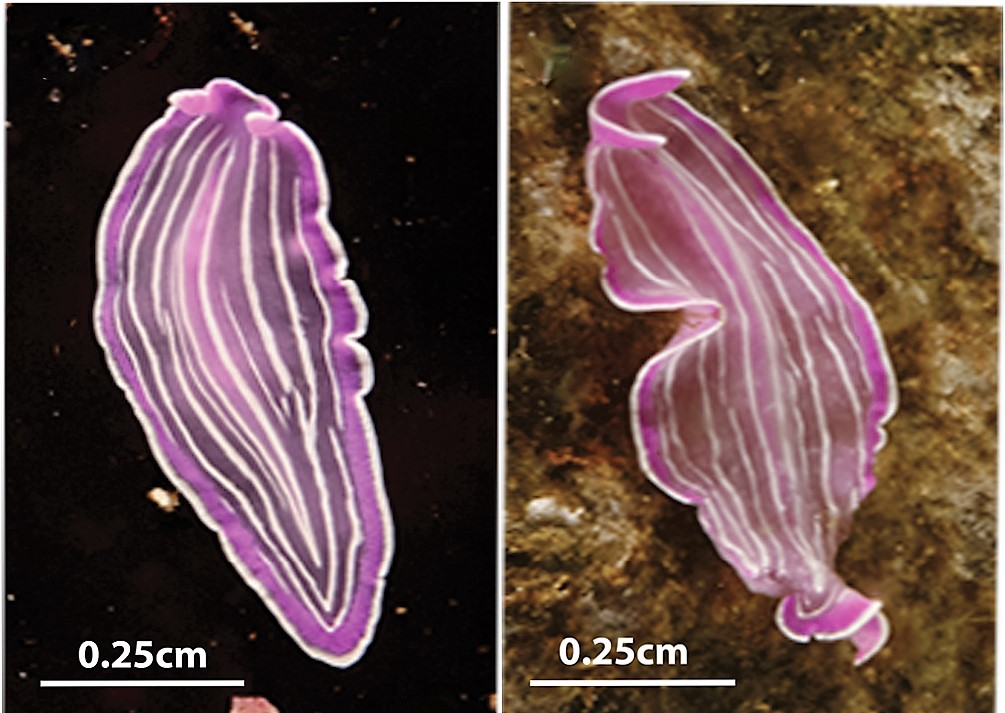
Ejemplares de P. roseus en la Ría de Arosa, España
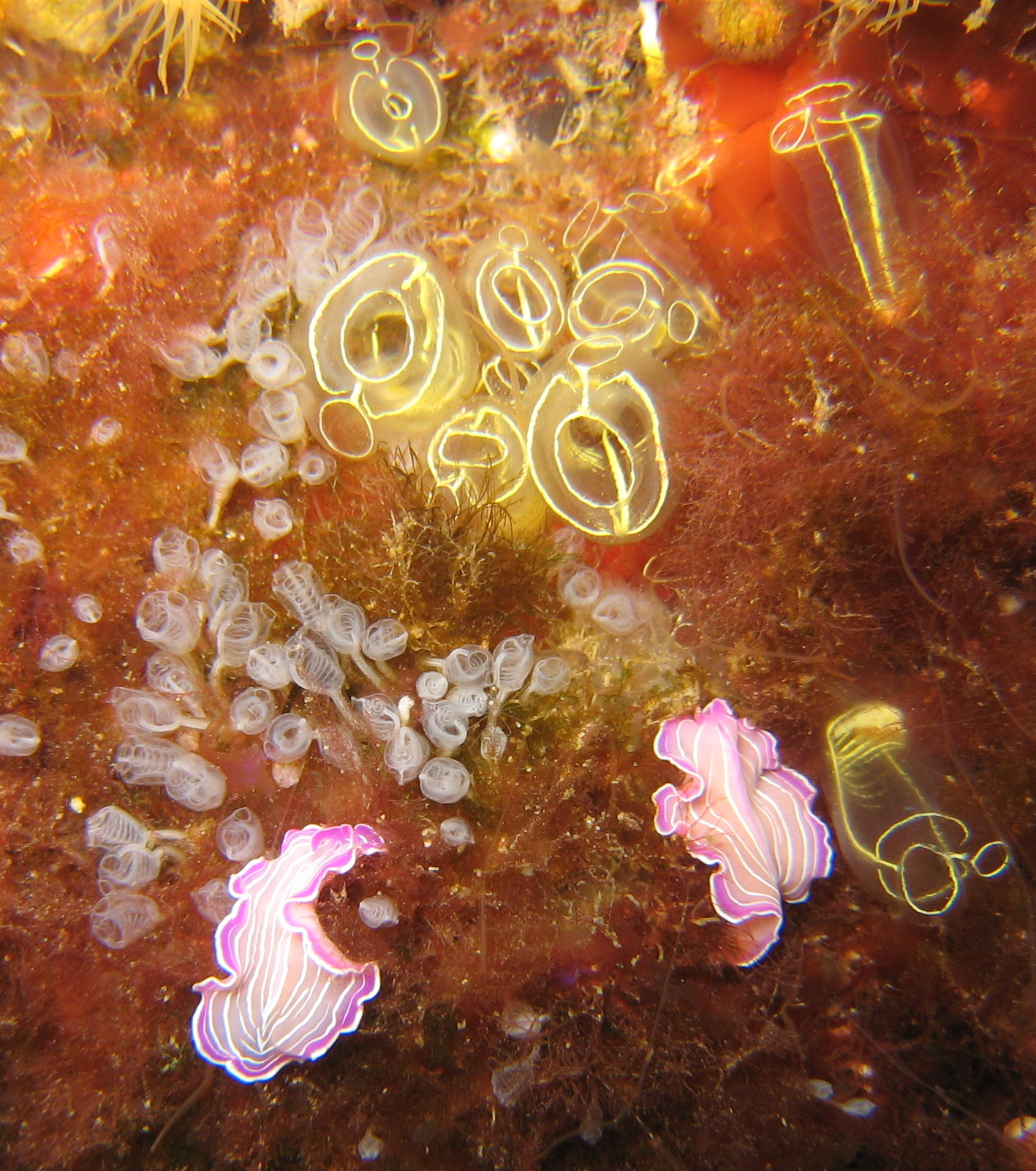
Dos ejemplares de P. roseus junto a ascidias Clavelina lepadiformis, arriba, y Pycnoclavella nana, centro-izquierda.
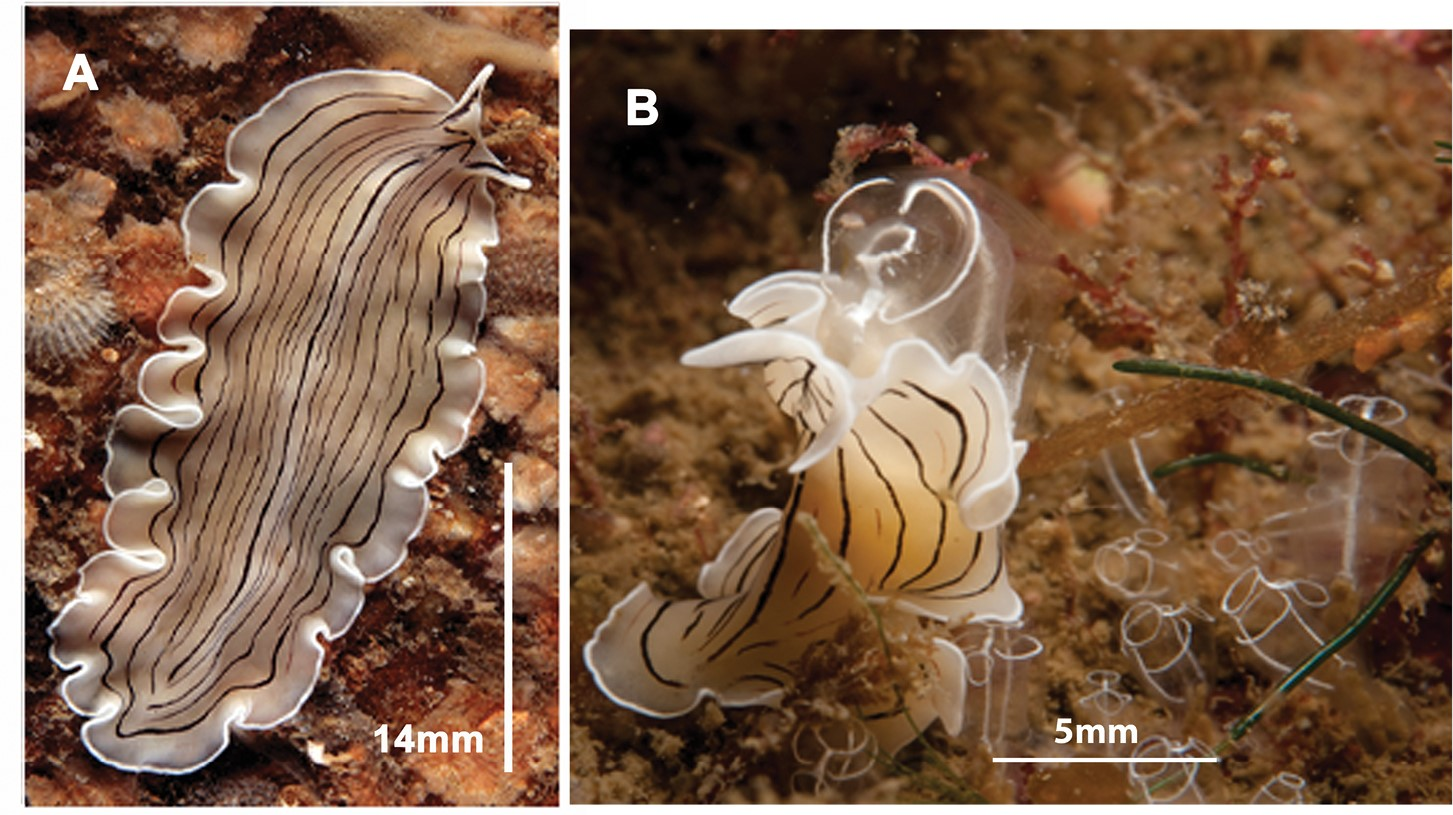
P. vittatus, imagen derecha: alimentándose de ascidias Clavelina
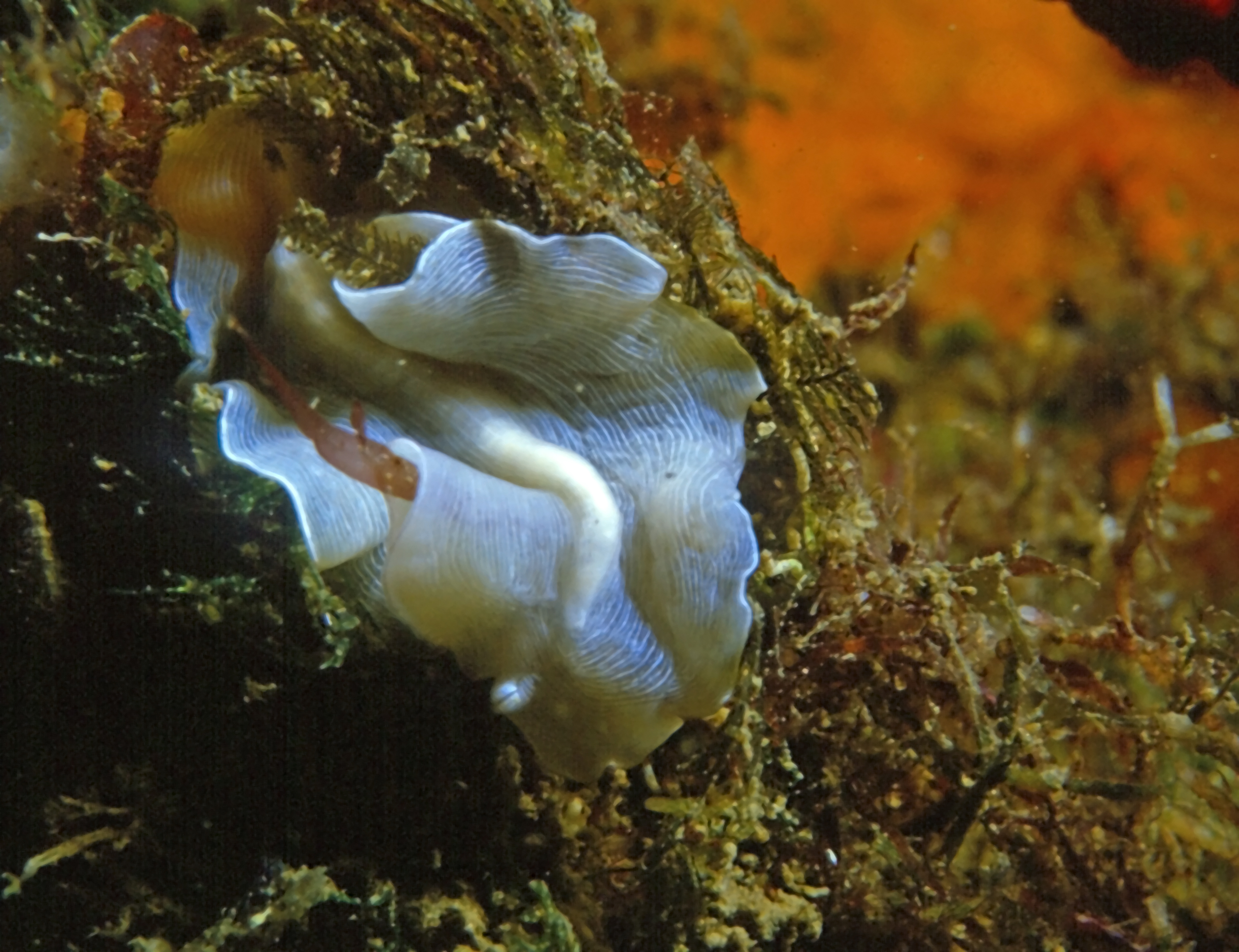
Prostheceraeus sp.

Especies reclasificadas por sinonimia:
- Prostheceraeus albicornis (Stimpson, 1857) aceptada como Pseudoceros albicornus (Stimpson, 1857)
- Prostheceraeus albicornus (Stimpson, 1857) aceptada como Pseudoceros albicornus (Stimpson, 1857)
- Prostheceraeus albocinctus Lang, 1884 aceptada como Prostheceraeus albicinctus Lang, 1884
- Prostheceraeus bellostriatus Hyman, 1953 aceptada como Praestheceraeus bellostriatus (Hyman, 1953)
- Prostheceraeus clavicornis Schmarda, 1859 aceptada como Pseudoceros clavicornis (Schmarda, 1859)
- Prostheceraeus cornutus (Müller OF, 1776) aceptada como Eurylepta cornuta (Müller OF, 1776)
- Prostheceraeus cristatus (Quatrefage, 1845) aceptada como Prostheceraeus vittatus (Montagu, 1815)
- Prostheceraeus flavomaculatus Graff, 1893 aceptada como Pseudoceros flavomaculatus Graff, 1893
- Prostheceraeus hancockanus (Collingwood, 1876) aceptada como Pseudoceros hancockanus (Collingwood, 1876)
- Prostheceraeus japonicus (Stimpson, 1857) aceptada como Pseudoceros japonicus (Stimpson, 1857)
- Prostheceraeus kelaarti (Collingwood, 1876) aceptada como Pseudoceros kelaarti (Collingwood, 1876)
- Prostheceraeus kelaartii (Collingwood, 1876) aceptada como Pseudoceros kelaarti (Collingwood, 1876)
- Prostheceraeus latissimus Schmarda, 1859 aceptada como Pseudoceros latissimus type A (Schmarda, 1859)
- Prostheceraeus latissimus type A Schmarda, 1859 aceptada como Pseudoceros latissimus type A (Schmarda, 1859)
- Prostheceraeus latissimus type B Schmarda, 1859 aceptada como Pseudobiceros schmardae Faubel, 1984
- Prostheceraeus microceraeus Schmarda, 1859 aceptada como Pseudoceros microceraeus (Schmarda, 1859)
- Prostheceraeus niger (Stimpson, 1857) aceptada como Pseudoceros niger (Stimpson, 1857)
- Prostheceraeus nigricornis Schmarda, 1859 aceptada como Prostheceraeus nigricornus Schmarda, 1859
- Prostheceraeus papilio (Kelaart, 1858) aceptada como Acanthozoon papilionis (Kelaart, 1858)
- Prostheceraeus terricola Schmarda, 1859 aceptada como Leimacopsis terricola (Schmarda, 1859)
- Prostheceraeus undulatus (Kelaart, 1858) aceptada como Pseudobiceros undulatus (Kelaart, 1858)
- Prostheceraeus viridis Schmarda, 1859 aceptada como Pseudobiceros viridis (Kelaart, 1858)

## Morfología

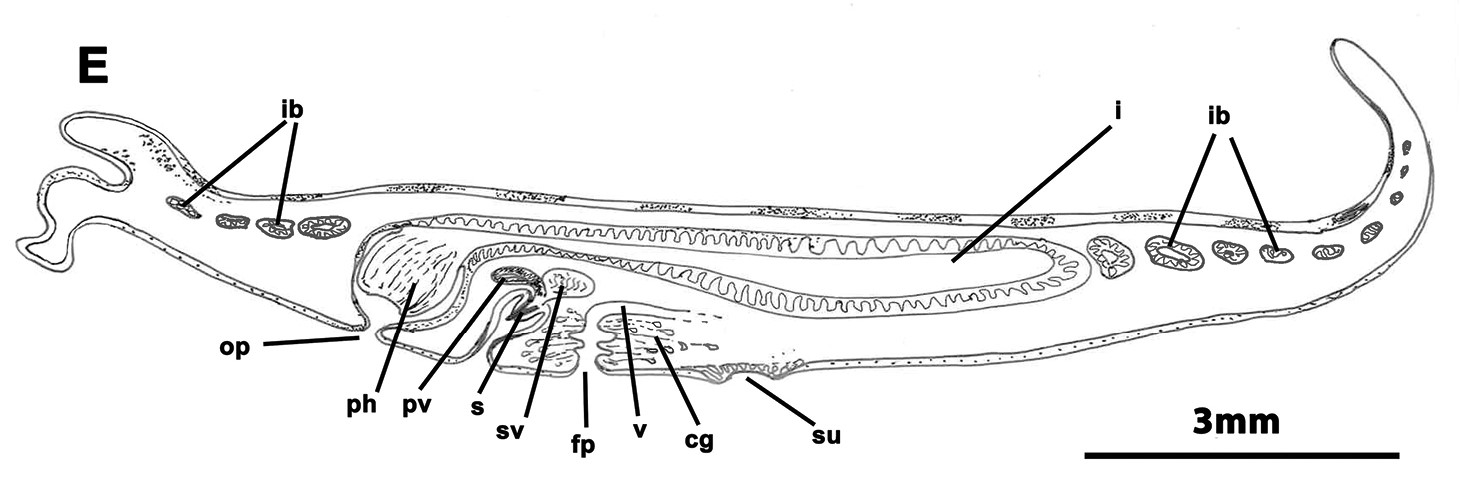
Reconstrucción de órganos de P. vittatus.
ib: ramas intestinales; op: poro oral; ph: faringe; pv: vesícula prostática; s: estilete peniano; sv: vesícula seminal; fp: poro femenino; v: vagina; cg: glándulas de cemento; su: ventosa; i: intestino.

El cuerpo es oval-alargado, liso, y con el margen ondulado. El margen anterior del notum cuenta con dos pseudotentáculos estilizados, que albergan puntos oculares dispuestos en dos hileras. Presentan dos grupos de puntos oculares cerebrales, que se anastomosan. La ventosa se sitúa en la mitad ventral del cuerpo, o algo más posterior.
Sistema digestivo sin rama media del intestino, bifurcándose alrededor de la faringe, que es tubular y se sitúa cerca del margen anterior. Las ramificaciones intestinales se anastomosan formando una red. El poro oral se sitúa en la región posterior del primer cuarto del cuerpo. 
Los poros masculino y femenino están claramente separados y situados detrás de la faringe. Aparato masculino con vesícula prostática orientada antero-dorsalmente. Pene armado con estilete tubular afilado. Aparato genital femenino con multitud de vesículas uterinas, similar al número de ramas intestinales.

## Alimentación
Son predadores carnívoros, y se alimentan preferentemente de ascidias, especialmente de los géneros Clavelina y Pycnoclavella.

## Hábitat y comportamiento
Se encuentran habitualmente reptando sobre la cara superior del sustrato, en fondos rocosos y en zonas submareales superficiales. Su rango de profundidad es entre 0 y 25,3 m.
Cuando las corrientes son fuertes, o son molestados, estos animales pueden nadar mediante contracciones y ondulaciones rítmicas del manto.

## Distribución
Se distribuyen en aguas templadas del océano Atlántico, tanto en Florida y el noreste de Estados Unidos, como en el Atlántico oriental, incluido el mar Mediterráneo. Desde Noruega, Dinamarca, Reino Unido, Irlanda, Francia y España, incluidas las islas Canarias.